# Sillon temporal inférieur
Le sillon temporal inférieur (ou deuxième sillon temporal t2) est un sillon de la face latérale du lobe temporal du cortex. Peu profond, il se dirige d'avant en arrière, en dessous et parallèlement au sillon temporal supérieur. Il est souvent interrompu par deux ou trois plis entre les deuxième et troisième gyrus temporaux : il présente quatre segments dans la moitié des cas, et 3 segments dans un quart des cas. Sa terminaison postérieure peut être un des plis de passage entre les deux gyrus qu'il sépare, ou souvent, aboutir à l'incisure préoccipitale de Meynert. Dans un tiers des cas, il se prolonge vers le haut et en arrière, contribuant alors à former le sillon occipital antérieur ou il se poursuit dans le sillon occipital latéral. Il existe souvent, comme sur la figure ci-dessous, une connexion avec le sillon temporal supérieur.
|                              |                                                         |
| Sillons sur la face latérale | Dessin de la face latérale d'après une pièce anatomique |